# UNICEF-ov popis veleposlanika dobre volje
Ovo je popis UNICEF-ovih veleposlanika dobre volje. Veleposlanici za Hrvatsku su Zlatan Stipišić Gibonni, Bojana Gregorić, Maja Vučić i Slaven Bilić.

## Prijašnji veleposlanici
- Audrey Hepburn (imenovana 1988., umrla 1993.)
- Danny Kaye (imenovan 1954., umro 1987.)
- Sir Peter Ustinov (imenovan 1969., umro 2004.)

## Međunarodni veleposlanici
- lord Richard Attenborough (1987.)
- Emmanuelle Béart
- David Beckham
- Harry Belafonte
- Jackie Chan
- Judy Collins
- Mia Farrow
- Whoopi Goldberg
- Angélique Kidjo
- Johann Olav Koss
- Tetsuko Kuroyanagi
- Femi Kuti
- Leon Lai
- Lang Lang
- Jessica Lange
- Ricky Martin
- sir Roger Moore
- Nana Mouskouri
- Youssou N'Dour
- Vanessa Redgrave
- Sebastião Salgado
- Susan Sarandon
- Shakira Mebarak
- Vendela Thommessen
- Maksim Vengerov
- Amitabh Bachhan, UN-ov veleposlanik za iskorjenjivanje dječje paralize[2]
- Maria Guleghina
- Danny Glover

## Regionalni veleposlanici
- Mahmoud Kabil (Egipat)
- Mercedes Sosa (Argentina)
- Anatolij Karpov (Rusija)
- Milena Zupančič (Slovenija)

## Nacionalni veleposlanici

### Argentina
- Julián Weich (2000.)

### Armenija
- Charles Aznavour (2003.)

### Australija
- John Doyle
- Jimmy Barnes (2004.)
- Nicole Kidman (1994.)
- Gretel Killeen (2002.)
- Norman Swan (2003.)
- Anna Volska
- John Bell
- Yvonne Kenny (2003.)
- Greig Pickhaver
- Marcus Einfeld
- Layne Beachley (2004.)
- Geoffrey Rush
- Ken Done (1988.)
- Cate Blanchett (2004.)

### Austrija
- Thomas Brezina (1996.)
- Christiane Hörbiger (2003.)

### Belgija
- Salvatore Adamo (1997.)
- Dixie Dansercoer (2002.)
- Frank De Winne (2003.)
- Jean-Michel Folon (2003.)
- Alain Hubert (2002.)
- Helmut Lotti (1997.)
- Khadja Nin (1998.)
- Axelle Red (1998.)

### Bosna i Hercegovina
- Edin Džeko
- Amar Jašarspahić (2015.)[3][4]

### Brazil
- Renato Aragao (1991.)
- Daniela Mercury (1995.)

### Češka
- Jirina Jiraskova

### Čile
- Iván Zamorano (1998.)

### Danska
- Princess Alexandra
- Kurt Flemming
- Jesper Klein
- Bubber

### Estonija
- Eri Klas (1999.)
- Erki Nool (1999.)
- Maarja-Liis Ilus (1999.)

### Etiopija
- Berhane Adere (2004.)
- Kenenisa Bekele (2004.)

### Filipini
- Gary Valenciano (1997.)

### Finska
- Micke Rejstrom (1996.)
- Jorma Uotinen
- Juha Laukkanen (1994.)
- Anna Hanski (1993.)
- Eija Vilpas (1993.)
- TRIO TÖYKEAT (1993.)
- Rainer Kaunisto
- Katri-Helena Kalaoja (1990.)
- Pave Maijanen (1990.)
- Eppu Nuotio (2002.)
- Eija Ahvo (1986.)
- Susanna Haavisto (1980.)
- Arsi Harju (2003.)

### Francuska
- Patrick Poivre d'Arvor (2004.)
- Yves Duteil
- Christophe Malavoy

### Gana
- Marcel Desailly

### Grčka
- Helene Glykatzi-Ahrweiler
- Antonis Samarakis (1989.)
- Helena Paparizou

### Hong Kong(SAR)
- Kelly Chen
- Daniel Chan
- Charlie Yeung (2004.)

### Hrvatska
- Zlatan Stipišić Gibonni (2003.)
- Bojana Gregorić (2004.)
- Maja Vučić (2006.)
- Slaven Bilić (2008.)

### Indija
- Ravi Shastri (1996.)
- Amitabh Bachhan

### Indonezija
- Christine Hakim (2004.)
- Ferry Salim (2004.)

### Irska
- Pierce Brosnan (2001.)
- Gabriel Byrne (2004.)
- Cathy Kelly (2005.)
- Maxi
- Mike McCarthy
- Liam Neeson (1996.)
- Samantha Mumba (2002.)
- Stephen Rea (2005.)

### Italija
- Piccolo Coro dell' Antoniano
- Francesco Totti (2003.)
- Amii Stewart (2001.)
- Daniela Poggi (2001.)
- Bianca Pitzorno (2001.)
- Lino Banfi (2000.)
- Leo Nucci (2000.)
- Vincenzo La Scola (2000.)
- Paolo Maldini
- Roberto Bolle (1999.)
- Milly Carlucci (1996.)
- Vigili del Fuoco (1989.)
- Simona Marchini (1987.)

### Izrael
- David Broza (1996.)

### Japan
- Agnes Chan Miling (1998.)

### Južna Koreja
- Pum-Soo Sohn (1999.)
- Si Won Ryu (1999.)
- Mee-Hwa Kim (1999.)
- Myung-Hwa Chung (1999.)
- Dooly (1997.)
- Byung-Ki Hwang (1996.)
- Sung Ki Ahn (1993.)
- Wan Suh Park (1993.)

### Južnoafrička Republika
- Quinton Fortune

### Kanada
- Beckie Scott (2002.)
- Sally Armstrong
- Roch Voisine
- Lloyd Axworthy
- Don Harron
- Catherine McKinnon
- Albert Shultz
- Amy Sky
- Marc Jordan
- Sheree Fitch
- Charlotte Diamond
- Leslie Nielsen
- Veronica Tennant (1992.)
- Sharon, Lois and Bram
- Andrea Martin

### Kenija
- Effie Owour (1997.)

### Kolumbija
- Margarita Rosa de Francisco (2000.)

### Kuvajt
- Suad Abdullah (2002.)

### Mađarska
- Judit Halász (2003.)
- Gábor Presser (2003.)

### Makedonija
- Toše Proeski (2004.)
- Rade Vrcakovski (2001.)

### Maroko
- Naïma Elmecherqui
- Rajae Belemlih (2000.)
- Nawal El Moutawakel (2000.)
- Hicham El Guerrouj (2000.)

### Meksiko
- César Costa (2004.)

### Mongolija
- Tumur Ariuna (2001.)
- Asashoryu Dagvador (2003.)

### Namibija
- Frank Fredericks (2005.)
- Agnes Samaria (2005.)

### Nigerija
- Nwankwo Kanu (2005.)

### Nizozemska
- Monique van de Ven (1996.)
- Paul van Vliet (1992.)
- Sipke Bousema
- Rintje Ritsma
- Edwin Evers
- Trijntje Oosterhuis
- Jurgen Raymann

### Norveška
- Ole Gunnar Solskjær (2001.)
- Gustav Lorentzen (1993.)
- Sissel Kyrkjebø (2006.)

### Novi Zeland
- Hayley Westenra (2003.)

### Njemačka
- Sabine Christiansen (1997.)
- Joachim Fuchsberger (1984.)

### Obala Bjelokosti
- Basile Boli (2000.)

### Oman
- Hamed Al-Wahaibi (2005.)

### Panama
- Danilo Pérez (2005.)

### Paragvaj
- Gloria Criscioni (2005.)

### Poljska
- Andrzej Szcypiorski
- Katarzyna Frank-Niemczycka
- Piotr Fronczewski
- Wieslaw Ochman
- José Carreras
- Majka Jezowska

### Portugal
- Pedro Couceiro
- Luis Figo

### Rusija
- Alla Pugachova

### SAD
- Clay Aiken
- India Arie
- Angela Bassett
- Katie Couric
- Jane Curtin
- Laurence Fishburne
- Sarah Hughes
- James Kiberd
- Annette Roque Lauer
- Téa Leoni
- Lucy Liu (2004.)
- Alyssa Milano (2003.)
- Sarah Jessica Parker
- Isabella Rossellini
- Marcus Samuelsson
- Summer Sanders
- Claudia Schiffer
- Liv Tyler (2003.)
- Courtney B. Vance

### Slovačka
- Kamila Magalova
- Peter Dvorsky
- Vaso Patejdl

### Slovenija
- Tone Pavèek
- Lado Leskovar
- Milena Zupančič
- Boris Cavazza
- Zlatko Zahovic
- Vita Mavric
- Marko Simeunovic

### Srbija
- Emir Kusturica
- Miloš Đurić
- Novak Đoković
- Jelena Janković

### Španjolska
- Emilio Aragón
- Imanol Arias
- Pedro Delgado
- Joaquín Cortés
- Joan Manuel Serrat

### Švedska
- Lars Berghagen
- Robyn
- Lill Lindfors

### Švicarska
- James Galway
- Natascha Badmann

### Tajland
- Kathleeya McIntosh
- H.E. Anand Panyarachun

### Turska
- Nilufer Yumlu

### Ukrajina
- Ruslana Lyzhichko

### Urugvaj
- Diego Forlán
- Enzo Francescoli

### Velika Britanija
- Andrew O'Hagan (2001.)
- Martin Bell (2001.)
- Lord Bill Deedes (1998.)
- Robbie Williams (2000.)
- Jemima Khan (2001.)
- Manchester United
- Ralph Fiennes (2001.)
- Sir Alex Ferguson (2002.)
- Trudie Styler (2004.)
- Elle Macpherson (2005.)
- Ewan McGregor (2004.)

### Vijetnam
- Le Huynh Duc

## Vanjske poveznice
- Veleposlanici (prijašnji i sadašnji)
- Sadašnji veleposlanici  Arhivirana inačica izvorne stranice od 28. svibnja 2006. (Wayback Machine)
- UNICEF-ovi veleposlanici dobre volje
- UNICEF.org